# Ecuación de Rarita-Schwinger
En física teórica, la ecuación de Rarita-Schwinger es la ecuación de evolución temporal relativista que describe partículas fermiónicas de espín 3/2, formulada en 1941 por William Rarita y Julian Schwinger. Es similar a la ecuación de Dirac para fermiones de espín 1/2.
Esta ecuación proporciona una función de onda útil para describir objetos compuesto como el barión Delta (Δ) de espín 3/2. Y supuestamente también podría llegar a describir partículas hipotéticas como el gravitino postulado por teorías supersimétricas como la teoría de supercuerdas.

## Formulación matemática
En la moderna notación la ecuación de Rarita-Schwinger se escribe como:
| Símbolo                                          | Nombre |
| ------------------------------------------------ | --- |
| {\displaystyle \epsilon ^{\mu \nu \rho \sigma }} | Símbolo de Levi-Civita totalmente antisimétrico |
| {\displaystyle \gamma ^{5}\ ,\ \gamma _{\nu }}   | Matrices de Dirac |
| {\displaystyle m}                                | Masa de las partícula descritas por la ecuación |
| {\displaystyle \psi _{\mu }\ \psi ^{\mu }}       | Componentes (covariantes y contravariantes) de un espinor vectorial con componentes adicionales respecto a los habituales en los espinores de Dirac |

{\displaystyle \gamma _{\nu };}

La ecuación anterior de hecho corresponde a la representación:

{\displaystyle \left({\frac {1}{2}},{\frac {1}{2}}\right)\otimes \left(\left({\frac {1}{2}},0\right)\oplus \left(0,{\frac {1}{2}}\right)\right)}

del grupo de Lorentz o con más precisión a la parte:

{\displaystyle \left(1,{\frac {1}{2}}\right)\oplus \left({\frac {1}{2}},1\right)}

de esa representación. Además al igual que sucede con la ecuación de Dirac debe tenerse presente que existe variantes de "Weyl" y "Majorana" de la ecuación de Rarita-Schwinger.
Otra propiedad interesante es que al igual que la ecuación de Dirac, la interacción entre el campo electromagnético y un campo de Rarita-Schwinger puede ser modelizado, de acuerdo con el Principio de acoplamiento mínimo, mediante la substitución de las derivadas parciales por derivadas covariantes basadas en campos gauge:

{\displaystyle \partial _{\mu }\rightarrow D_{\mu }=\partial _{\mu }-ieA_{\mu }}

La ecuación de Rarita-Schwinger para un campo sin masa tiene una simetría gauge de invariancia, bajo transformaciones del tipo:
| Símbolo                                | Nombre                      |
| -------------------------------------- | --------------------------- |
| {\displaystyle {\mathcal {\epsilon }}} | Campo espinorial arbitrario |

## Lagrangiano del campo
El campo fermiónico de espín 3/2 descrito por la ecuación RS anterior puede derivarse del siguiente lagrangiano:

{\displaystyle {\mathcal {L}}={\frac {1}{2}}\epsilon ^{\mu \nu \rho \sigma }{\bar {\psi }}_{\mu }\gamma ^{5}\gamma _{\nu }\partial _{\rho }\psi _{\sigma }-m{\bar {\psi }}_{\mu }\psi ^{\mu }}

donde la barra sobre {\displaystyle \psi _{\mu }} denota el adjunto de Dirac.

## Problemas de la ecuación RS
La descripción habitual de campos espinoriales con masa, tanto en la formulación de Rarita-Schwinger como en la de Fierz-Pauli, presenta diversos problemas físicos.
Después de considerar transformaciones de gauge, se ha demostrado que las ecuaciones predicen efectos acausales para campos ferminónicos de alto espín, como por ejemplo propagación superlumínica. Esto último fue demostrado teóricamente por Velo y Zwanziger en 1969 para un campo de Rarita-Schwinger en interacción con el campo electromagnético. También se han encontrado inconsistencias algebraicas con las transformaciones de gauge, que sólo puede ser evitadas si cualquier restricción que involucre las derivadas del campo deriva de un lagrangiano.